# Tóarfjall (berg i Island, Västfjordarna)
Tóarfjall är ett berg i republiken Island. Det ligger i regionen Västfjordarna, 210 km norr om huvudstaden Reykjavík. Toppen på Tóarfjall är 706 meter över havet.
Trakten runt Tóarfjall är nära nog obefolkad, med mindre än två invånare per kvadratkilometer. Närmaste större samhälle är Þingeyri, omkring 15 kilometer öster om Tóarfjall. Trakten runt Tóarfjall består i huvudsak av gräsmarker.